# Lockheed XH-51A Compound
Lockheed XH-51A Compound – amerykański śmigłowiec eksperymentalny, którego celem było osiągnięcie dużych prędkości, niedostępnych dla standardowych maszyn. Śmigłowiec powstał w oparciu o prototyp Lockheed XH-51. Dużą prędkość w locie maszyny miały zapewnić dodatkowe skrzydła i pojedynczy silnik odrzutowy stanowiący dodatkowe źródło napędu.

## Historia

### Geneza
Na początku lat 60. XX w., pod patronatem United States Army i dowództwa Transportation Research Command rozpoczęto prace mające na celu opracowanie i przetestowanie technologii mających umożliwić śmigłowcom osiągnięcie prędkość powyżej 300 km/h. Najważniejsza przewagą śmigłowca nad samolotami jest jego zdolność do pionowego startu i lądowania. Jest to również cecha, która ogranicza ich prędkość w locie poziomym. W praktyce, śmigłowce bez dodatkowych modyfikacji są w stanie osiągnąć prędkość maksymalną rzędu 300 km/h. Prędkość lotu poziomego helikopterów zależy od dwóch elementów: od prędkości obrotowej łopat wirnika głównego oraz od jego powierzchni, czyli długości łopat. Prędkość śmigłowca można zwiększyć poprzez przyśpieszenie obrotów wirnika, co wiąże się z instalacją mocniejszego silnika, oraz przez wydłużenie łopat wirnika. Obydwa czynniki mają swoje ograniczenia, do najważniejszych z nich należy wytrzymałość łopat i elementów mocujących ich do głowicy wirnika, które narażone są na działania siły odśrodkowej w wyniku ruchu obrotowego oraz zjawisko gwałtownego spadku siły ciągu wirnika i wzrostu oporu do jakiego dochodzi po osiągnięciu dużej prędkości lotu. Dzieje się tak podczas lotu postępowego maszyny: elementy łopat nacierających wirnika głównego, poruszających się w kierunku lotu, mają znacznie większą prędkość względem powietrza niż łopaty powracające, poruszające się w stronę przeciwną do kierunku lotu śmigłowca. Gdy maszyna zwiększa prędkość końcówki łopat nacierających mogą osiągnąć i przekroczyć tak zwaną krytyczną liczbę Macha, a na końcówkach łopat powracających wzrasta ich kąt natarcia, co w konsekwencji może doprowadzić do ich przeciągnięcia. Wymienione zjawiska stanowią barierę, która uniemożliwia osiągnięcie przez śmigłowce prędkości zbliżonych do tych, jakie osiągają samoloty o napędzie śmigłowym.
Najprostszym sposobem uzyskania większej prędkości w locie poziomym śmigłowca jest odciążenie wirnika w wytwarzaniu większej siły nośnej. Tym samym można zmniejszyć prędkość obrotową wirnika i przesunąć moment przeciągnięcia łopat wirnika do osiągnięcia większej prędkości lotu. Zadanie to mogą pełnić dodane do konstrukcji skrzydła umieszczone po bokach kadłuba, które generują dodatkową siłę nośną. Niestety i ta metoda ma swoje ograniczenia; zmniejszenie prędkości wirnika, czyli zmniejszenie mocy silnika powoduje spadek prędkości w locie poziomym. Przeciwdziałać temu zjawisku można instalując dodatkowe źródło napędu wytwarzające poziomą siłę ciągu. Tego typu śmigłowce, z dodatkowym napędem i/lub pomocniczymi skrzydłami przyjęto nazywać compound helicopters (śmigłowce zespolone) lub hybrid helicopters (śmigłowce hybrydowe).

### Projekt

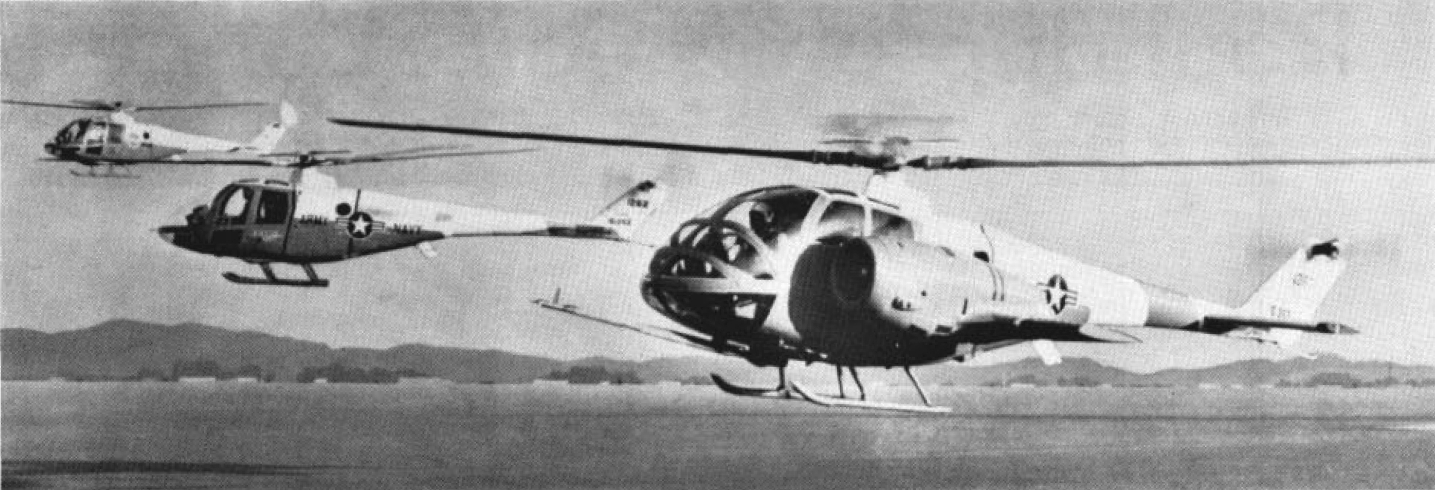
Trzy maszyny XH-51, na pierwszym planie Lockheed XH-51A Compound

Firma Lockheed Corporation do swoich prac nad dużymi prędkościami wybrała drugi prototyp śmigłowca XH-51A (BuNo 151263). Maszyna powstała w ramach wspólnego projektu United States Army i United States Navy, którego celem było udoskonalenie i przetestowanie sztywnej głowicy wirnika, umożliwiającej loty z dużą prędkością. Śmigłowiec poddano modyfikacjom polegającym na zamontowaniu po obydwu stronach kadłuba skrzydeł o rozpiętości 5,13 m i powiększeniu istniejącego usterzenia. Tak zmodyfikowany helikopter oblatano 21 września 1964 roku. Następnie po lewej stronie kadłuba zamontowano dodatkowy silnik odrzutowy Pratt & Whitney J60-P-2 o ciągu maksymalnym 11,5 kN. Po tej modyfikacji, do swojego pierwszego lotu, śmigłowiec wzbił się 10 kwietnia 1965 roku. Tak zmodyfikowana maszyna w locie poziomym osiągnęła maksymalną prędkość 437 km/h, a w płytkim locie nurkowym 487 km/h. Program prób zakończono 11 lipca 1967 roku.